# Hipodamia (muller de Pirítous)
Segons la mitologia grega, Hipodamia (en grec antic Ἱπποδάμεια Hipodámeia) era el nom de la filla de Butes (o d'Adrast) que va ser l'esposa de Pirítous, rei dels làpites.
Pirítous convidà a les festes tots els seus amics, i també els centaures, que eren parents d'Hipodamia. De fet, eren germanastres de Pirítous, per ser fill d'Ixíon. Però els centaures, excitats per la beguda, van intentar raptar la núvia i les dones làpites, i això va desencadenar una dura lluita que, gràcies a la intervenció dels herois convidats per Pirítous, va poder acabar amb la victòria dels humans.
Hipodamia i Pirítous van tenir un fill, Polipetes, que va participar en la guerra de Troia.